# Amt Bersenbrück
Das Amt Bersenbrück war ein historisches Verwaltungsgebiet des Königreichs Hannover bzw. der preußischen Provinz Hannover. Übergeordnete Verwaltungsinstanz war die Landdrostei Osnabrück, Sitz der Amtsverwaltung der Ort Bersenbrück.

## Geschichte
Der Amtsbezirk wurde am 1. April 1817 aus Teilen der osnabrückischen Ämter Fürstenau (Vogteien Alfhausen, Ankum, Badbergen, Menslage) und Vörden (Vogtei Gehrde mit Teilen des Kirchspiels Neuenkirchen o. O.). 1852 wurden die Vogteien Alfhausen, Badbergen und Menslage dem neu errichteten Amt Quakenbrück zugewiesen, die Vogtei Ankum zu Vörden. 1859 wurden diese Veränderungen wieder revidiert. Seit 1867 bildeten die Ämter Bersenbrück, Vörden und Fürstenau sowie die amtsfreie Stadt Quakenbrück den (Steuer-)Kreis Bersenbrück. Bei der Einführung der Kreisverfassung (1885) wurde daraus der Kreis Bersenbrück gebildet.

## Amtmänner
- 1824–1849: Maximilian Friedrich von Böselager, Drost und Landrat
- (1820) (1821–1840), Johann Gerhard Wilhelm Niemeyer, Oberamtmann
- 1841–1858: Franz Kramer, Amtmann, ab 1853 Oberamtmann
- 1858–1868: Adolf Wilhelm von Hinüber, Amtmann, ab 1867 Oberamtmann
- 1868–1872: Christoph Conrad Hermann Albrecht von Wehrs, Kreishauptmann
- 1872–1877: Eugen Albert Heinrich Roth, Kreishauptmann
- 1877–1881: Gustav von Wick, Kreishauptmann (auftragsweise)
- (1881) 1882–1884: Emil Fuhrmann, Amtmann, Kreishauptmann
- 1884–1885: Ernst Freiherr von Hammerstein-Loxten, Amtmann und Kreishauptmann (ab 1885 Landrat des Kreises Bersenbrück)